# Kuçovë
Kuçovë (eller Kuçova) er en by i  præfekturet Berat i det centrale Albanien.  Byen har ca. 12.654(2011) indbyggere. Byen var tidligere  hovedstad i et distrikt af samme navn.
1. 1 2  Albania: Prefectures and Major Cities - Population Statistics, Maps, Charts, Weather and Web Information, Citypopulation.de, hentet 20. juli 2024 (fra Wikidata).